# Obras básicas do espiritismo
Denominam-se Obras Básicas do Espiritismo, também referidas como Codificação Espírita, a cinco livros publicados pelo pedagogo francês Hippolyte León Denizard Rivail sob o pseudônimo de Allan Kardec, entre 1857 e 1868. A Obras Básicas fazem parte das Obras Fundamentais da Doutrina Espírita, composta por 11 publicações, de Allan Kardec.
São cinco as Obras Básicas, que surgem a partir do Livro dos Espíritos, o mais abrangente, composto por uma longa introdução que apresenta o Espiritismo e por 1019 perguntas endereçadas aos espíritos, cujas respostas  foram codificadas (analisadas, resumidas e organizadas) por Allan Kardec. Elas abordam, sob o ponto de vista dos espíritos, os temas ligados ao intercâmbio com o mundo dos espíritos (O Livro dos Médiuns), à Moral Cristã (O Evangelho Segundo o Espiritismo), à Filosofia e à Justiça (O Céu e o Inferno) e, por fim, temas afetos à Ciência (A Gênese).
- 1857 - O Livro dos Espíritos - obra em que se estabelecem os princípios da Doutrina Espírita;
- 1861 - O Livro dos Médiuns - versa sobre o caráter experimental e investigativo do espiritismo, visto como ferramenta teórico-metodológica para se compreender uma "nova ordem de fenômenos", até então jamais considerada pelo conhecimento científico: os fenômenos ditos espíritas ou mediúnicos, que teriam como causa a intervenção de espíritos na realidade física;
- 1864 - O Evangelho segundo o Espiritismo - obra de cunho essencialmente moral, em que Kardec seleciona os Evangelhos canônicos da Bíblia como ponto de partida para a inferência de fundamentos morais comuns a todos os "grandes sistemas religiosos", fundamentos esses cuja consonância com o espiritismo procura ser demonstrada por ele;
- 1865 - O Céu e o Inferno - obra composta de duas partes: na primeira, Kardec realiza um exame crítico da doutrina católica sobre a transcendência, procurando apontar contradições filosóficas e incoerências com o conhecimento científico superáveis, segundo ele, mediante o paradigma espírita da fé raciocinada. Na segunda, constam dezenas de diálogos que teriam sido estabelecidos entre Kardec e diversos espíritos, nos quais estes narram as impressões trazidas da existência transcendente;
- 1868 - A Gênese - obra composta de três partes. A primeira parte trata da Gênese, isto é, da formação dos mundos e da criação dos seres animados e inanimados. A segunda parte, dos milagres, onde se discute sobre o que pode ser considerado milagre, e se explica, à luz da doutrina espírita os muitos milagres feitos por Jesus. A terceira parte explica como e por que pode haver previsões de coisas futuras, pressentimentos e coisas afins.

A estas obras básicas somam-se outras seis publicações de Kardec, constituindo onze Obras Fundamentais da Doutrina Espírita:
- 1858 - "Revue Spirite" - periódico inicialmente mensal fundado e dirigido por Kardec até à data de seu falecimento (1869), em circulação até aos nossos dias. Já teve a participação de várias personalidades expoentes da doutrina.
- 1859 - O que é o Espiritismo? - resumo dos princípios básicos da Doutrina Espírita e resposta às principais objeções que lhe podiam ser apresentadas. O primeiro capítulo desenvolve-se sob a forma de diálogos, o segundo apresenta noções elementares acerca do espiritismo, e o terceiro a solução de alguns problemas à luz da doutrina.
- 1862 - Viagem Espírita em 1862 - reúne relatos e transcrição dos discursos de Kardec em sua viagem de divulgação pela França naquele ano. Traz ainda um modelo de estatuto para as sociedades espíritas. Em novembro do mesmo ano, registou na "Revue Spirite": "Durante uma viagem de mais de seis semanas e um percurso de 693 léguas, estivemos em vinte cidades e assistimos a mais de cinquenta reuniões. O resultado nos deu uma grande satisfação moral, sob o duplo aspecto das observações colhidas e da constatação dos imensos progressos do Espiritismo.".

Além delas, com o intuito de popularizar a doutrina e tornar mais fácil e ágil a sua divulgação, Kardec, redigiu uma série de opúsculos, que disponibilizou em valores bastante acessíveis à todos os interessados. Alguns desses conheceram diversas edições, continuando a ser reeditados mesmo após o falecimento do Codificador:
- 1858 - Instruções Práticas sobre as Manifestações Espíritas - publicado em reduzida tiragem, em vez de reeditá-lo Kardec preferiu diluir o seu conteúdo nas novas edições de "O Livro dos Espíritos" e, posteriormente, em "O Livro dos Médiuns".

| “ | Havíamos publicado uma 'Instrução Prática' com o fito de guiar os médiuns. Essa obra está hoje esgotada e, embora a tenhamos feito com um fim grave e sério, não a reimprimiremos, porque ainda não a consideramos bastante completa para esclarecer acerca de todas as dificuldades que se possam encontrar. Substituímo-la por esta, em a qual reunimos todos os dados que uma longa experiência e conscienciosos estudos nos permitiram nos permitiram colher. | ” |

- 1862 - O Espiritismo na sua Expressão mais Simples - de acordo com o próprio Kardec na "Revue Spirite" de janeiro de 1862, "o objetivo desta publicação é dar, num quadro muito sucinto, o histórico do Espiritismo e uma ideia suficiente da Doutrina dos Espíritos, para que se lhe possa compreender o objetivo moral e filosófico. Pela clareza e pela simplicidade do estilo, procuramos pô-lo ao alcance de todas as inteligências. Contamos com o zelo de todos os verdadeiros Espíritas para ajudar a sua propagação";
- 1864 - Resumo da Lei dos Fenômenos Espíritas - brochura com itens numerados, constituídos em sua maioria de um pequeno parágrafo, que resumem os princípios doutrinários, além de aspectos práticos do fenômeno espírita;
- 1868 - Caráter da Revelação Espírita - coletânea de trechos extraídos da "Revue Spirite", posteriormente incluída no capítulo I de "A Gênese";
- 1869 (maio) - Catálogo Racional das Obras para se fundar uma Biblioteca Espírita[2][3] - como o nome indica, uma orientação para todos aqueles que desejassem formar uma biblioteca para o estudo da doutrina espírita, onde se encontram relacionadas não apenas as obras publicadas pelo próprio Kardec (aqui elencadas como "fundamentais", com o respectivo preçário e condições de comercialização), mas ainda outras cuja leitura e análise considerava importantes à época, elencadas como "Obras diversas sobre o espiritismo (ou complementares da doutrina)" e como "Obras realizadas fora do espiritismo".